# Lina Knific
Lina Knific (22 settembre 2002) è un'ex sciatrice alpina slovena.

## Biografia
Sciatrice polivalente attiva dal novembre del 2018, Lina Knific ha esordito in Coppa Europa 19 febbraio 2020 a Sarentino in supergigante e ha disputato la sua unica gara in Coppa del Mondo l'8 gennaio 2022 a Kranjska Gora in slalom gigante, in entrambi i casi senza completare la prova; in Coppa Europa ha ottenuto il miglior piazzamento il 10 febbraio 2022 a Kopaonik in slalom gigante (35ª) e ha preso per l'ultima volta il via il 13 febbraio seguente a Maribor nella medesima specialità, senza completare la prova. Si è ritirata al termine della stagione 2022-2023 e la sua ultima gara è stata lo slalom gigante dei Campionati sloveni juniores 2023, disputato il 19 marzo a Rogla; non ha preso parte a rassegne olimpiche o iridate.

## Palmarès

### Campionati sloveni
- 5 medaglie:
  - 5 bronzi (supergigante, combinata nel 2019; slalom parallelo nel 2021; discesa libera, supergigante nel 2022)